# Tony Saba
Tony Saba est un musicien et acteur français, principalement célèbre pour être l'interprète d'Hervé de Rinel dans la série Kaamelott. 

## Biographie
Tony Saba a fait ses études à l'Américan School of Modern Music et en a été enseignant de 2000 à 2021. Depuis 2016, il enseigne à l'IMEP Paris College of Music en tant que batteur, professeur de rythme et d'ateliers.
Il incarne le rôle du chevalier de la table ronde Hervé de Rinel dans le court-métrage Dies Irae en 2003 ainsi que dans la série de 2005 à 2009 et dans le film Kaamelott : Premier Volet. Dans la série, tout en étant acteur dans 35 épisodes, Tony a été documentaliste et répétiteur. Contrairement à ce que prétendent certaines sources et bien qu'il ait essayé de les rectifier, il n'a jamais composé pour Kaamelott.

## Filmographie

### Télévision
- 2005-2009 : Kaamelott : Hervé de Rinel (figuration)

### Cinéma
- 2003 : Dies iræ : Hervé de Rinel (figurant)
- 2020 : Kaamelott : Premier Volet d'Alexandre Astier : Hervé de Rinel